# Z (EP)
Z è il terzo EP della cantante statunitense SZA, pubblicato l'8 aprile 2014 dall'etichetta discografica Top Dawg Entertainment.

## Descrizione
L'EP vede la partecipazione di Chance the Rapper, Isaiah Rashad e Kendrick Lamar. Tra i produttori dell'EP sono presenti Mac Miller (con lo pseudonimo di Larry Fisherman), Marvin Gaye, Emile Haynie e Toro y Moi.
Babylon, settima traccia, è stata pubblicata un mese prima dell'uscita dell'EP ed è il singolo di debutto ufficiale della cantante.

## Tracce
Testi di Solána Rowe.
1. Ur – 3:55 (musica: Larry Fisherman)
2. Child's Play (feat. Chance the Rapper) – 3:36 (musica: XXYYXX, Dae One)
3. Julia – 3:39 (musica: Felix Snow)
4. Warm Winds (con Isaiah Rashad) – 5:50 (musica: Larry Fisherman, Antydote)
5. HiiiJack – 3:42 (musica: Toro y Moi)
6. Green Mile – 3:34 (musica: Emile Haynie)
7. Babylon (feat. Kendrick Lamar) – 3:54 (musica: DJ Dahi)
8. Sweet November – 4:03 (musica: Marvin Gaye)
9. Shattered Ring – 4:05 (musica: Haynie)
10. Omega – 4:23 (musica: Haynie)

## Classifiche
| Classifica (2014) | Posizione massima |
| ----------------- | ----------------- |
| Regno Unito       | 197               |
| Stati Uniti       | 39                |